# Stephan Andersen
Stephan Maigaard Andersen (født 26. november 1981) er en tidligere dansk professionel fodboldspiller, der tidligere har spillet som målmand for Brøndby IF og F.C. København i den danske Superliga. Han har tidligere spillet i ligaerne i England, Frankrig, Spanien og Holland.
Han har endvidere spillet for det danske fodboldlandshold, hvor han har repræsenteret Danmark ved tre slutrunder i henholdsvis ved EM i 2004 og ved VM i 2010 samt EM i 2012, hvor han ved sidstnævnte var Danmarks førstemålmand.
I pokalfinalen 2017 blev han kåret til årets pokalfighter.

## Karriere

### Tidlig karriere
Andersen startede sin karriere hos Hvidovre IF's ungdomshold, men flyttede senere til Brøndbys ungdomsrækker. Da han ikke blev set som et emne til målmandspositionen i Brøndby over tid, forlod han Brøndby IF for at flytte tilbage til Hvidovre i vinteren 1999.

### Hvidovre IF
Andersen fik seniordebut for Hvidovre IF i den næstbedste danske liga, 1. division, og blev anerkendt som et stort talent. Han blev kaldt op til U/21-landsholdet i juni 2001, hvor han med det samme skubbede den to år ældre Rune Pedersen ud på bænken.
I december 2001 blev han udtaget til et udvalgt hold fra syv københavnske divisionsklubber (Brønshøj, B93, Frem, Hvidovre, Fremad Amager, HIK og Skjold), som under navnet "Team Amnesty International" mødte F.C. København i en opvisningskamp i PARKEN, hvor en del af indtægterne gik til Amnesty International.
I marts 2002 valgte Hvidovre-ejeren og den professionelle målmand Peter Schmeichel at afbryde sit engagement i klubben. Hvidovre søgte aktivt at afsætte Andersen, der var en af bare to professionelle spillere på holdet. Han blev til at starte med efterspurgt af flere klubber i engelsk fodbold, blandt andet Schmeichels klub Aston Villa FC og Sunderland AFC, den danske internationale målmands Thomas Sørensens klub. Sunderland valgte at købe den norske målmand Thomas Myhre i stedet, og ingen andre udenlandske tilbud viste sig.

### Akademisk Boldklub
Andersen flyttede herefter til Akademisk Boldklub (AB) i den danske superliga i august 2002. Mens han var i AB nåede han op på 21 kampe for U/21-landsholdet, og blev den første målmand til at vinde DBU's talentpris (U-21). Efter stærke optrædener for AB fik Andersen sin landsholdsdebut mod Spanien i marts 2004. Han blev valgt som andenmålmand for det danske landshold ved EURO 2004, hvor Thomas Sørensen blev foretrukket som den startende målmand i hver kamp.

### Charlton Athletic F.C.
Han flyttede udenlands for at spille for den engelske klub Charlton Athletic for en transfersum på 8 millioner i juni 2004. I sin første sæson med Londonklubben havde han kun to optrædener for førsteholdet, men da førstevalget Dean Kiely blev skadet, startede Andersen 2005-06-sæsonen på holdet. Senere betød en dårlig midt-sæson-form hos hele Charlton dog at Andersen blev væltet af pinden som førstemålmand først af Kiely, siden af Thomas Myhre, der etablerede sig som førstevalg da Charltons spil begyndte at blive bedre. Andersen spillede dog de to sidste kampe i sæsonen som førstevalg, da Myhre blev skadet.
Under transfervinduet i sommeren 2006 så Andersen ud til at være klar til at skifte til Leeds United på en sæson-lang lejeaftale, men da Charlton insisterede på at have en klausul, der betød at de kunne hente Andersen tilbage når som helst, faldt aftalen til jorden i sidste øjeblik. I første halvdel af Premier League-sæsonen 2006-07 måtte Andersen være vidne til, at den lejede målmand Scott Carson blev førstevalget i Charlton.

### Brøndby IF
I november 2006 underskrev Andersen en kontrakt med danske Brøndby IF, som han ville slutte sig til i januar 2007. Har efter efterårssæsonen 2008 har han i øvrigt modtaget målmændenes egen pris, Det gyldne bur for sine præstationer. I sine fire år i Brøndby, fra 2007 til 2011, spillede Stephan Andersen 139 kampe for førsteholdet.

### Evian Thonon Gaillard F.C.
Det blev offentligt kendt den 16. september 2011, at han skiftede til den franske klub Evian med øjeblikkelig virkning. Han blev den anden dansker i klubben, da Daniel Wass allerede spillede deri på daværende tidspunkt.

### Real Betis og udleje til Go Ahead Eagles
Han skiftede efter en tid i Evian som reservekeeper til Real Betis på en to-årig kontrakt i 2013.
I vintersæsonen 2014 blev Stephan Andersen udlejet til Æresdivisionen-klubben Go Ahead Eagles, der varede resten af sæsonen. Det blev i midten af maj 2014 offentliggjort, at han forlod Real Betis, hvor han var blevet førstehold, og holdet var samtidig rykket ned i den næstbedste række.

### FC København
Den 18. maj 2014 blev det offentliggjort, at Stephan Andersen skiftede til Superliga-klubben FC København på en tre-årig kontakt. Han var i sæsonen 2014-15 fast mand i målet med 33 Alka Superliga-kampe, 10 europæiske og fire pokalkampe. Han holdt nullet i 18 superligakampe og tangerede derved Casper Ankergrens rekord fra 2004/05 om flest "clean sheets" på en sæson. Efter sæsonen forlængede Stephan Andersen kontrakten med FCK til udløb sommeren 2018. og senere til udløb ved udgangen af 2019.
Han opnåede begrænset spillet i i 2018/19 sæsonen, hvor Jesse Joronen stod i de fleste superligakampe, men opnåede dog en række kampe i Europa League. Han var i startopstillingen i en superligakamp mod FC Midtjylland den 12. maj 2019, hvor han dog blev skadet med en overreven achillessene. Skaden betød, at han var skadet frem til udgangen af 2019, hvor kontrakten med FCK udløb. I januar 2020 meddelte FCK imidlertid, at klubben indgik en ny kontrakt med Stephan Andersen til udløb i sommeren 2021. Kontrakten blev ikke forlænget ved udløb.
Stephan Andersen opnåede i alt 107 kampe for FCK fordelt på 72 superligakampe, 10 pokalkampe, 5 kampe i Champions League turneringen og 20 kampe i Europa League-turneringen.

## Landsholdskarriere
Stephan Andersen har spillet 29 A-landskampe og har herudover spillet 21 kampe for U/21-landsholdet og 5 kampe for U/20-landsholdet.

## Titler
- Årets U/21-talent: 2003
- Superligaen
  - Vinder (3): 2015-16, 2016-17, 2018-19
- Landspokalturneringen
  - Vinder (4): 2007-08, 2014-15, 2015-16, 2016-17
- Royal League
  - Vinder (1): 2006-07